# Messierov maraton Višnjan-Rušnjak
Messierov maraton Višnjan-Rušnjak tradicionalno je natjecanje astronoma amatera koje se od 1995. godine održava kod spomen-doma Rušnjak u središnjoj Istri. Pokrovitelj natjecanja je Zvjezdarnica Višnjan. 
Messierov maraton naziv je za cjelonoćno natjecanje u promatračkoj astronomiji u kojem je cilj pronaći i prijaviti sucu što više od 110 objekata iz Messierova kataloga.
Jubilarni, 20. Messierov maraton u Višnjanu održan je bio na brdašcu Tičanu pokraj nove zvjezdarnice.

## Popis pobjednika maratona
- 1995. – Željko Andreić
- 1996. – Valter Martinolić
- 1997. – Zdravko Miočić
- 1998. – Valter Martinolić
- 1999. – Zlatko Ciganj
- 2000. – Vjekoslav Babić
- 2001. – Zlatko Ciganj
- 2002. – Natko Bajić
- 2003. – Ante Perković
- 2004. – Stipe Vladova
- 2005. – Matea Puljić
- 2006. – Andreja Benčić
- 2007. – Janko Mravik
- 2008. – Uroš Todorović Mikšaj
- 2009. – nije održano
- 2010. – nije održano
- 2011. – Ogren Variola
- 2012. – Alan Božović
- 2013. – Lovro Pavletić
- 2014. – Stefan Cikota
- 2015. – Marko Himelreich[1]
- 2016. - nije održan
- 2017. - Uroš Todorović Mikšaj[2]
- 2018. - nije održan
- 2019. - Vedran Vrhovac[3]
- 2020. – nije održan
- 2021. –  nije održan
- 2022. –  nije održan
- 2023. –   Stefano Schirinzi
- 2024. –   Robert Lovrinić

## Popratni događaji
Osim glavnog događaja, Messierova maratona, službeni dio programa obuhvaća razna predavanja o astronomskim aktualnostima iz Hrvatske i svijeta.

## Više informacija
- Messierov maraton
- Messierov katalog
- Zvjezdarnica Višnjan